# Lupo Servato
Lupo Servato, noto anche come Lupo di Ferrières (in latino Lupus Servatus o Lupus Ferrariensis; diocesi di Sens, 805 – Ferrières-en-Gâtinais, 862-863), fu un abate benedettino francese, fra i più importanti del IX secolo, risentendo del grande sviluppo culturale carolingio.

## Biografia

### Giovinezza
La conoscenza sulla sua vita e sulla sua opera dipende principalmente dalle sue lettere.
Si tratta di 127 lettere, raccolte nel X secolo, fortunatamente giunte fino a noi: fanno conoscere la vita di un dotto abate di quei tempi, divisa tra l'amministrazione del monastero, la ricerca appassionata dei manoscritti, le missioni ufficiali, oscurata, peraltro, dal senso di precarietà diffuso dalle invasioni normanne. 
Lupo di Ferrières nacque nell'805 circa nella Francia dell'ovest, probabilmente nella diocesi di Sens, in una famiglia aristocratica di origine bavara; i fratelli di Lupo furono entrambi vescovi di Auxerre, prima Eribaldo (824-857), poi Abbone (857-860).
Fu ordinato monaco benedettino a Ferrières sotto l'abate Adalberto (il quale fu allievo di Alcuino). Successore di Adalberto fu Aldrico, un altro allievo di Alcuino, che Lupo chiama nutritor meus.
Aldrico, dopo averlo avviato allo studio delle arti liberali, lo mandò nell'828 a Fulda, presso Rabano Mauro, a completare la sua formazione, in particolare nell'ambito dell'esegesi biblica.

### Attività politica e culturale
Nell'836, dopo quasi otto anni di studio, tornò in patria. Nello stesso anno diventò segretario del nuovo abate di Ferrières, Oddone: non solo Lupo doveva accompagnarlo nelle visite alla corte di Ludovico il Pio, ma doveva anche sostituirlo nel cenobio nei momenti di assenza, in una sorta di vicariato. Le attività di Lupo in questa fase non si limitano, però, all'ambito politico: parallelamente la sua fama di uomo di cultura e di magister si era diffusa in tutto l'impero. In questo periodo si dedicò anche alla scrittura della Vita di san Wigberto e di quella di san Massimino.
Lupo si avvicinò alla corte di Ludovico il Pio e nell'838 divenne chierico palatino.

### Abate di Ferrières
Alla morte di Ludovico il Pio, a metà dell'840, si inasprì la lotta di successione tra i figli, iniziata già da tempo. L'abate Oddone sembrava protendere per il partito di Lotario, cosa che lo fece cadere in disgrazia presso l'altro contendente, Carlo il Calvo, che quindi lo depose. Lupo, che a quel tempo si trovava proprio a corte, venne eletto abate di Ferrières, con l'incarico di allontanare Oddone dal cenobio; tale incombenza si rivelò quanto mai drammatica vista la fiducia e l'amicizia esistente tra i due, come emerge nella lettera che egli scrisse al vescovo Giona di Orléans: Lupo si ritrovò diviso tra il suo abate e la corte, una posizione certamente scomoda, e dovette subire non poche critiche presso i monaci stessi del cenobio, i quali ritardarono la partenza dell'ex abate. Il 22 novembre 840, tuttavia, venne accettato formalmente anche dai monaci, prassi contemplata nella Regula Benedicti, che imponeva che la scelta del nuovo abate dovesse avvenire con il consenso e l'approvazione dei confratelli.
Questo periodo vede il nostro impegnato sia sul piano politico che su quello culturale e religioso, onere prefigurato dalla frenetica attività svolta nel periodo da segretario. 
Servì Carlo il Calvo fedelmente come consigliere e missus regio.

### Ultimi anni di vita
Lupo partecipò a molti sinodi (Vernuil 844; Parigi 849; Soisson 853) e ad alcune dispute dottrinali, in particolare sul tema della predestinazione nato intorno alla predicazione di Gotescalco di Orbais; sull'argomento scrive il Liber de tribus quaestionibus, il Collectaneum de tribus quastionibus -che raccoglie testi patristici a sostegno del Liber- e alcune lettere. Questo suo impegno dottrinale dà vita a quella che Erich Auerbach chiama "una tradizione di dottrina umanistico-teologica che opera fino a epoca ottoniana".
Negli ultimi anni di vita si dedicò prevalentemente all'insegnamento; vale la pena di ricordare la testimonianza di Eirico di Auxerre (841-876/77), che fu mandato appositamente a Ferrières per seguire le lezioni di Lupo.
Tra l'862 e l'863 Lupo muore, vecchio e malato, a Ferrières.

## L'attività filologica
L'immagine che la storia letteraria si è fatta di Lupo di Ferrières è quella di un precursore dell'umanesimo, proprio perché, anche se non fu l'unico a ricercare manoscritti nel IX secolo, tuttavia “il suo merito particolare consiste nel fatto che era avido di ottenere codici di opere che già possedeva per poter correggere e supplire la sua copia mediante collazione”, con una sensibilità filologica che troveremo solo secoli più tardi. A dimostrazione di questo è possibile citare un passo della lettera 69 che Lupo scrive ad Ansabaldo, un monaco suo amico che sarebbe diventato abate di Prüm (860-886), nella quale Lupo dichiara di aver fatto una collazione:
Ricordiamo che Lupo è uno studioso interessato tanto ai classici quanto ai padri della Chiesa, come emerge dalla lettura delle Lettere, motivo per cui si inserisce perfettamente nella mentalità carolingia; l'unico elemento che lo distingue dallo studioso medio carolingio è che non è selettivo: si appassiona di qualsiasi testo gli capiti tra le mani, sia che si tratti di Agostino, che di Cicerone. È sbagliato quindi attribuire a Lupo un interesse esclusivo per la letteratura antica, ma certamente possiamo dire che tale passione lo contraddistingue dalla maggior parte degli studiosi a lui contemporanei e diventa una sua particolare prerogativa: ecco spiegato il motivo per cui Eirico di Auxerre, suo allievo, lo ricorda come un esperto nelle humanae litterae, celebrandolo per gli insegnamenti ricevuti nelle lettere profane.

## Opere
- Epistulae
- Vita S. Wigberti
- Liber de tribus quaestionibus
- Vita Maximini episcopi Trevirensis
- Collectaneum de tribus quastionibus